# Pays de la Vienne
Le pays de la Vienne est un pays traditionnel de France situé au centre du Limousin historique, en région Nouvelle-Aquitaine, dans le département de la Haute-Vienne. Cette appellation demeure toutefois extrêmement peu utilisée.

## Géographie

### Situation
Cette région est située autour du cours de la Vienne. Géographiquement, elle correspond au plateau du Limousin et aux pays situés au nord de la vallée de la Vienne. Au nord, elle s’arrête aux monts de Blond et aux monts d'Ambazac.
Les régions naturelles voisines sont, au nord la Basse Marche et le pays de La Souterraine, à l’est la Montagne limousine, au sud le pays d'Uzerche et à l’ouest, le Nontronnais, le pays d'Horte et Tardoire sur quelques kilomètres seulement et la Charente limousine.

### Micro-Pays
Le pays de la Vienne comporte plusieurs micro-pays :
- les monts d'Ambazac ;
- les monts de Blond ;
- le pays de Limoges ;
- le pays de St-Junien ;
- le pays de Rochechouart ;
- le Pays des feuillardiers (monts de Châlus) ;
- le pays Arédien (ou pays de Nexon et pays de Saint-Yrieix-la-Perche) - (monts de Fayat).